# Schützenhaus Gützkow

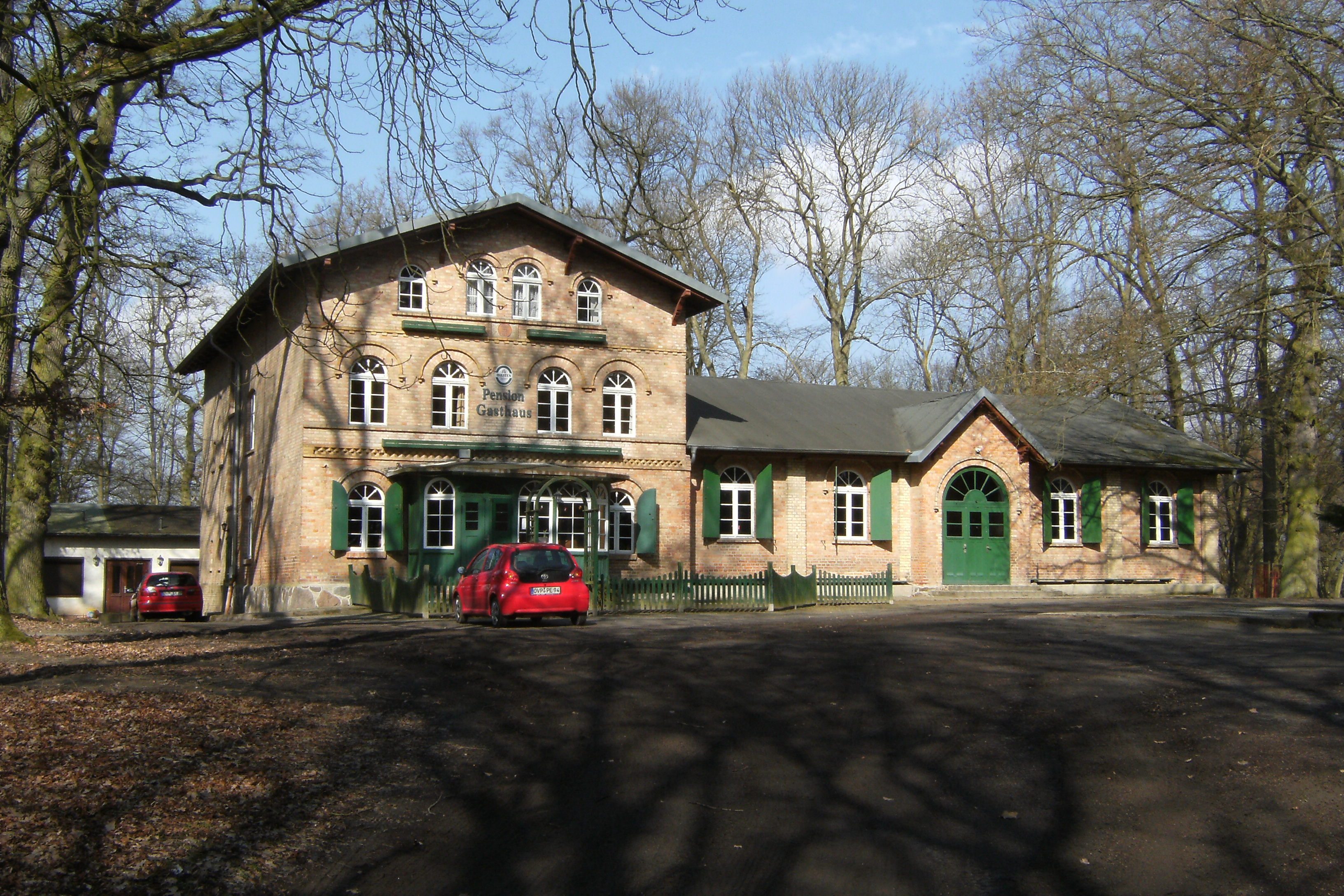

Das ehemalige Schützenhaus Gützkow in Gützkow, (Mecklenburg-Vorpommern), auf dem Hasenberg inmitten einer Waldlichtung, stammt von 1879, aufgestockt 1911. Es ist heute das Bürgerhaus Gützkow mit Pension.
Das Gebäude steht unter Denkmalschutz.

## Geschichte
Die Stadt Gützkow mit 2967 Einwohnern (2020) wurde 1128 erstmals als Gozgaugia erwähnt und erhielt 1301 das Stadtrecht (civitas). 
Das zweigeschossige sanierte Gebäude von 1879 mit dem eingeschossigen Anbau mit einem Risalit als Portal wurde von der Gützkower Schützencompagnie genutzt. Das Gasthaus wurde 1911 durch ein Wohngeschoss aufgestockt. 1945 war hier die Jugendherberge und in der DDR-Zeit dann das Haus der Pionierorganisation. 1990 war das nun städtische Haus ein Schullandheim, dann Pension und Bürgerhaus. Der historische Saal steht für Hochzeiten, Empfänge, Familienfeiern sowie Veranstaltungen zur Verfügung.